# Rechenschlagwerk

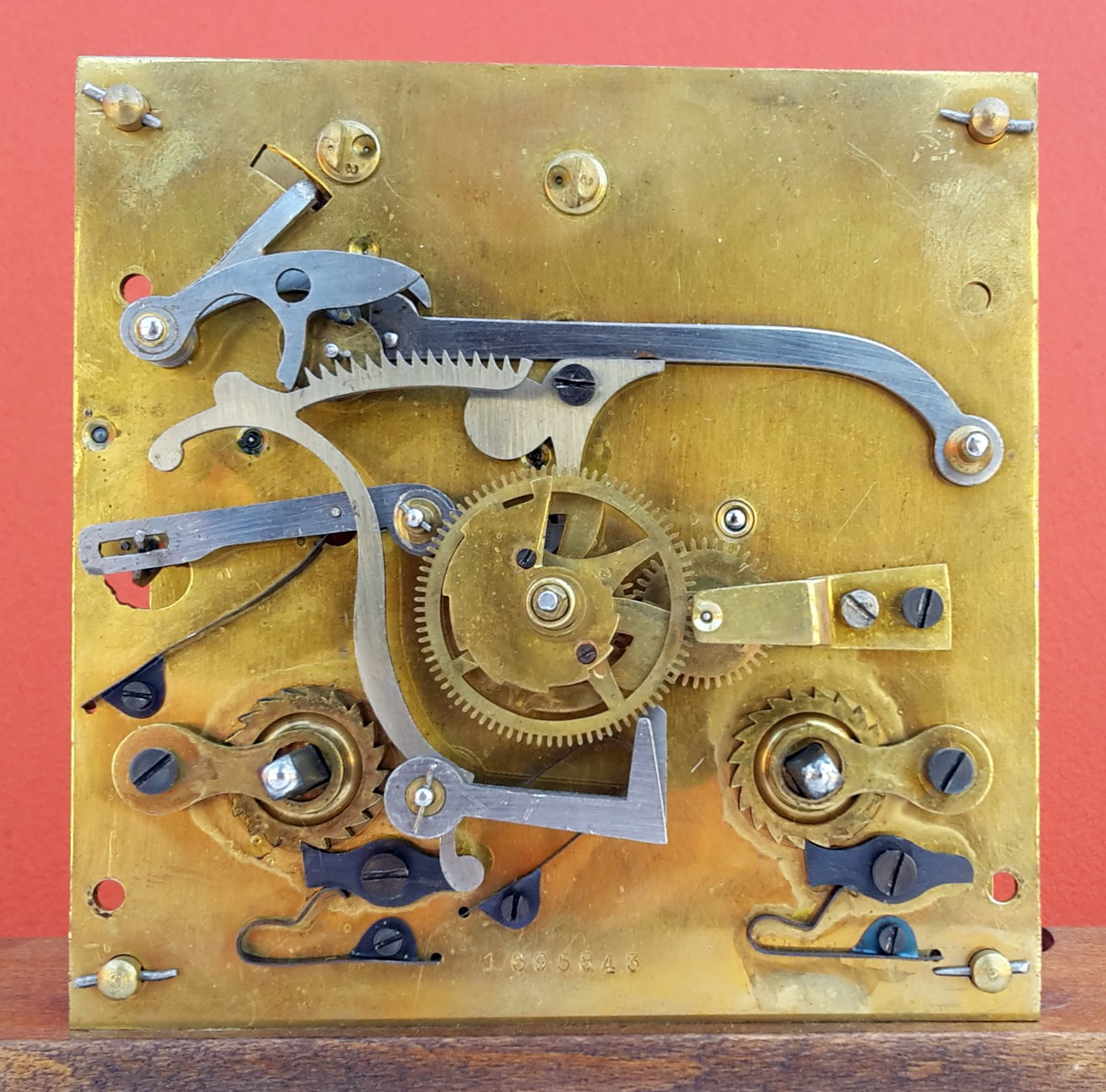
Rechen-Schlagwerk

Das Rechenschlagwerk ist eine Bauart eines Schlagwerkes in einer Räderuhr, welches man vor allem in antiken Tisch- und Wanduhren findet. Die Besonderheit des Rechenschlagwerks ist, dass es im Gegensatz zu dem älteren Schlossscheibenschlagwerk auch bei Wiederholung der Auslösung vor dem nächsten Auslösen durch das Gehwerk und auch nach Verstellen der Zeiger stets die korrekte Anzahl Schläge ausführt. Diese Eigenschaft erlaubt die Wiederholung (Repetition) des Schlages per Hand und ein Verstellen der Uhr ohne dass eine Neusynchronisierung zum Schlagwerk erforderlich ist.

Bauteile

## Bauteile
- Stundenstaffel: grob schneckenförmige Scheibe mit abgestuften Radien, die den Fallweg des Rechens je nach Uhrzeit exakt begrenzt. Sie ist oft unmittelbar auf dem Stundenrohr angebracht und damit mit dem Stundenzeiger verbunden. Schlagwerke mit Viertelstundenschlag haben oft eine separate Staffel mit vier Radien, die auf der Welle des Minutenrades sitzt. Für Schlagwerke, die zum Beispiel jede einzelne Minute schlagen können, ist die Staffel für den Minutenschlag entsprechend anders geformt und sitzt auf der Welle des Minutenrades.
- Auslösehebel
- Einfallhebel oder Rechenhebel: arretiert den Rechen wie eine Sperrklinke
- Rechen: Hebel mit einem gezahnten Bogen oder einer gezahnten Seite, wobei jeder Zahn jeweils genau einem Hammerschlag, „Bim-Bam“ oder „Kuckuck“ entspricht.
- Antriebsrad
- Beisatzrad mit Trieb (typischerweise nur bei Uhren mit 8 oder 14 Tagen Laufzeit)
- Hebnägelrad mit Trieb mit Hebnägelstift
- Schöpferrad mit Trieb und Schöpfer und Stift mit Einfallnocken. Schöpfer ist im Prinzip ein Zahnrad mit nur einem Zahn oder Stift, dreht sich während eines Hammerschlages um 360 Grad und hebt dabei den Rechen um einen Zahn.
- Anlaufrad mit Trieb und Anlaufstift
- Windfang:  eine aerodynamische Bremse, die der Stabilisierung der Drehzahl und somit der Schlagfrequenz dient[1][2]

## Funktion
Dass nach dem Auslösen mehr als einen Schlag erfolgen kann, wird beim Rechen-Schlagwerk mit dem Rechen und der Staffel ermöglicht. Die Staffel-Scheibe sitzt auf dem Stundenrad, wird also vom Gehwerk der Räderuhr angetrieben. Damit ist erreicht, dass die gegenseitige Zuordnung von angezeigter und angeschlagener Uhrzeit nicht verloren gehen kann.
Nach Beginn des eigentlichen Ablaufs erfolgt wie beim Schlossscheiben-Schlagwerk der erste Schlag. Der zweite (bis zwölfte) Schlag kann nur erfolgen, wenn der Rechen gefallen ist und den Auslösehebel d+a des ersten Anlaufrades in Auslösestellung blockiert. Einer entsprechenden Rechen-Lage entspricht das zweithöchste (bis tiefste) Segment der Staffel. Mit dem Schöpfer wird der Rechen bei jeder Drehung um eine Stufe (Zahn) zurück gehoben. In seiner obersten Lage gibt er den Hebel d+a wieder frei. Die passende Zahl der Schläge ist erfolgt, das Schlagwerk ist wieder in Ruhe.

Staffel-Scheibe für Stundenschlag und Schlossscheibe (Schlossscheibenschlagwerk) für Viertel-Schlag

Für zusätzlichen Halbstunden-Schlag wird beispielsweise der Auslösehebel mit dem zweiten Stift am Minutenrad nur soweit bewegt, dass das erste Anlaufrad frei wird, der Rechen aber noch nicht fällt. Für die Ausdehnung auf Viertel-Schlag ist die Staffel zusätzlich geformt: zwischen nacheinander immer tieferen Einschnitten für die zusätzlichen Stunden-Schläge bei 2 Uhr bis 12 Uhr ist die Staffel nicht eingeschnitten (erstes Viertel, 1 Schlag), gefolgt von einem einfach tiefen (zweites Viertel, 2 Schläge) und einem doppelt tiefen (drittes Viertel, 3 Schläge) Einschnitt.
Selbst bei Rechenschlagwerken kann es auftreten, dass der Schlag nicht zur angezeigten Stunde passt. Dafür gibt es mehrere Ursachen:
- Das Schlagwerk war vorher abgelaufen und der Rechen verharrte auf einer tiefen Position (zum Beispiel 12 Uhr) und schlägt nach dem Aufziehen des Rechen-Schlagwerkes dann auch zum Beispiel 12 Uhr, sobald der Schlag das erste Mal nach dem Aufziehen ausgelöst wurde. Dies kann selbst zur halben Stunde geschehen. Bei der nächsten Auslösung eines Schlages sollte dann das Rechenschlagwerk ohne jeden korrigierenden Eingriff wieder die richtige Zahl Schläge erklingen lassen.
- Manchmal sitzt der Stundenzeiger so locker auf dem Stundenrohr, dass versehentlich beim Stellen der Uhr der Stundenzeiger gegenüber dem Stundenrohr und der Stundenstaffel verdreht wurde. Ist dies der Fall, so kann der Stundenzeiger mit geringer Kraft wieder auf die richtige Position gedreht werden.
- Wird der Minutenzeiger der Uhr gegen seine normalen Bewegungsrichtung gestellt, so kann ein falscher Schlag ertönen, wenn die halbe oder volle Stunde erreicht wird.
- Treten Schlagfehler nur bei der manuellen Auslösung der Schlagwiederholung vor oder nach der vollen Stunde oder bei bestimmten Uhrzeiten auf, so ist das Stundenrohr gegenüber dem Rechen nicht optimal positioniert.

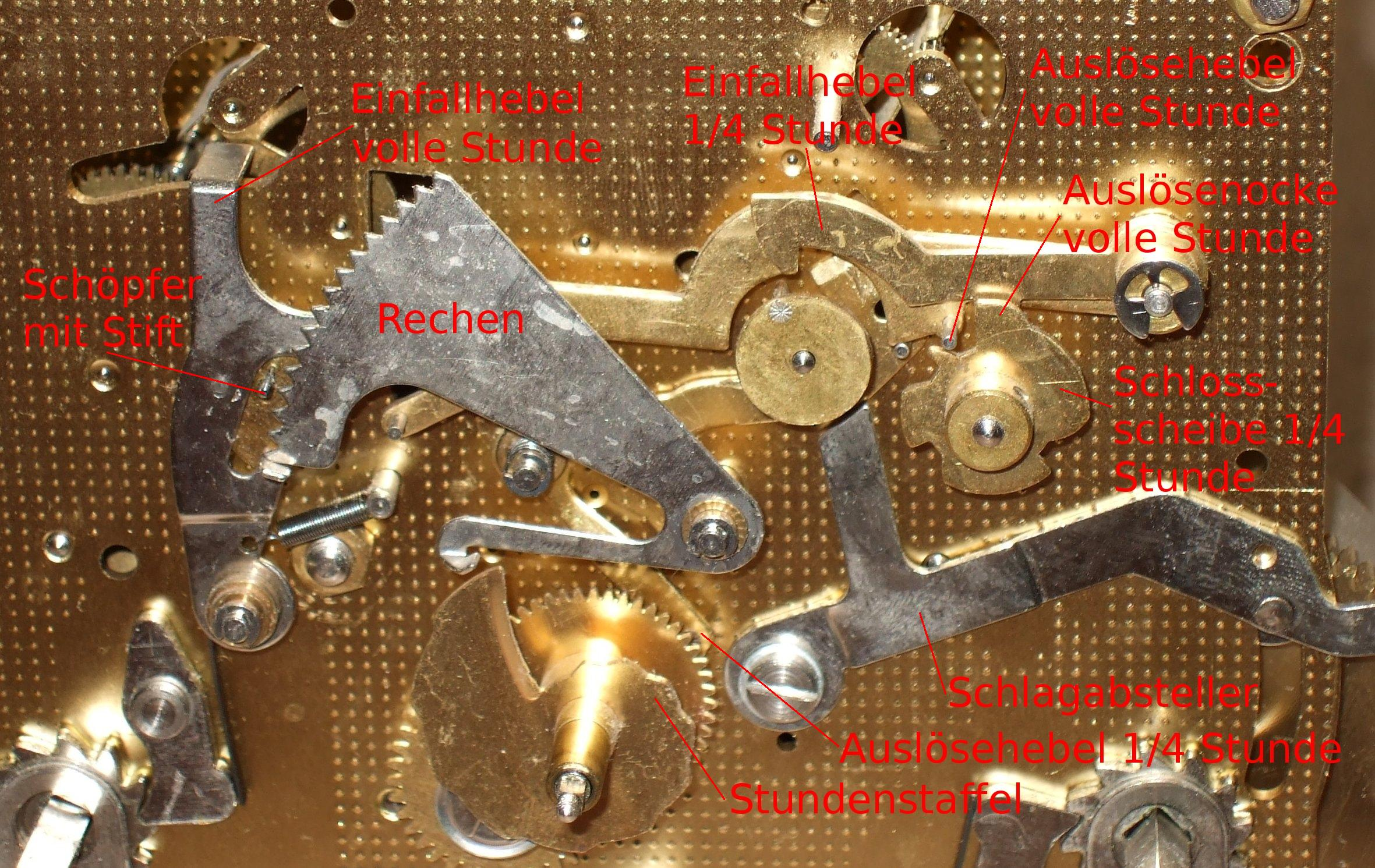
Uhrwerk mit 4/4-Westminsterschlag, Bauteile bezeichnet

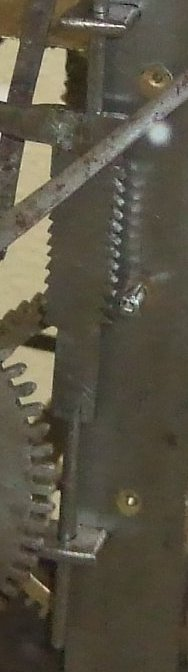
Gerader Rechen

Rechenschlagwerke werden vorwiegend in ortsfesten Uhren eingesetzt. Dafür ist der Mechanismus so aufgebaut, dass die Schwerkraft für das Fallen des Rechens und Einfallhebels verwendet wird. Auslösehebel und Hammerhebewelle haben selbst bei ortsfesten Uhren oft eine Rückstellfeder. Für bewegliche Uhren (zum Beispiel Reiseuhren, Taschenuhren) werden zusätzlich Rechen und Einfallhebel mit Federn versehen, die mit ihrer Federkraft die entsprechende Bewegung von Rechen und Einfallhebel in jeder Lage der Uhr sicherstellen oder eine bestimmte Dynamik des Bewegungsvorganges gewährleisten.
Im Bild ist ein Uhrwerk mit 4/4-Westminster-Schlag (Stunden und 4 Viertelstunden) zu sehen. Im linken Bereich ist der Rechen des Rechenschlagwerkes erkennbar, welches die vollen Stunden schlägt. Auf der rechten Seite befindet sich das Schlagwerk für den Viertelstundenschlag. Dieses wird über eine kleine Schlossscheibe mit vier Einschnitten gesteuert. Diese Scheibe hat neben den einschnitten für die jeweilige Beendigung des Viertelstundenschlages auch eine Erhöhung (Nocke) im Bereich des Viertelstundenschlages der vollen Stunde. Hiermit wird der Schlag der vollen Stunde ausgelöst, sobald die vorangehenden 4 Viertelstundenschläge (= vollen Stunde) erfolgt sind. Direkt unterhalb der Schlossscheibe verläuft quer vom linken Bildrand bis knapp neben dem Zeigerwerk der Hebel des Schlagabstellers. Der Hebel des Schlagabstellers befindet sich in der oberen Position und verhindert damit das Herabfallen des Auslösehebels des Viertelstundenschlages und unterbindet dadurch den Schlag des Uhrwerkes.
Bei Comtoise-Uhren ist der Rechen mitunter auch gerade ausgeführt (s. Abbildung)
Bei Morbier-Uhren findet über einen mit zwei Spitzen versehenen Auslösehebel die Auslösung des Stundenschlages wenige Minuten nach der vollen Stunde erneut statt (automatische Repetition).

## Repetitionsschlagwerk
Das Rechenschlagwerk kann zusätzlich mit einer Repetition ausgeführt sein, was bei einem Schlossscheibenschlagwerk bauartbedingt nicht möglich ist. Bei Schlagwerken mit Repetition wird der zuletzt ausgeführte Schlag entweder automatisch oder auf Anforderung wiederholt. Aufwändigere Ausführungen schlagen zusätzlich die vergangenen Minuten an (sogenannte Minutenrepetition).